# 중앙동 (서울)
중앙동(中央洞)은 서울특별시 관악구의 행정동이다.

## 개요
중앙동은 1980년 7월 1일 봉천2동에서 분동되어 봉천10동이 되었고, 2008년 9월 1일로 중앙동으로 동명칭이 변경되었다. 중앙동의 의미는 봉천 지역의 중심에 위치하고, 관악구 발전의 중심으로 성장하기를 바라는 주민들의 뜻이 담겨 있다.

## 법정동
- 봉천동

## 교육
- 신봉초등학교

## 교통
- 서울 지하철 2호선
  - 서울대입구역
- 도로
  - 관악로
  - 남부순환로
  - 양녕로
  - 은천로

## 사진

구 중앙동주민센터 (봉천로 421)